# Elecciones municipales de Cuenca de 2014
Las elecciones municipales de Cuenca de 2014 hacen referencia al proceso electoral que se llevó a cabo el 23 de febrero de dicho año.

## Campaña
El Consejo Nacional Electoral estableció que la campaña política para las elecciones seccionales de 2014 se debería realizar desde el 7 de enero hasta el 20 de febrero del mencionado año.

## Voto Electrónico
Para las elecciones municipales de Cuenca de 2014 se aplicó por primera vez el voto electrónico no solo en la ciudad de Cuenca sino en la provincia del Azuay. Además se lo hizo en Santo Domingo de los Tsáchilas (centro-norte) y en el recinto La Morita, en la parroquia Tumbaco (Quito).

## Candidatos a la Alcaldía

### Alianza Participa con Igualdad
Marcelo Cabrera, uno de los postulantes, fue alcalde en el periodo 2005-2009. Actualmente es el máximo líder del movimiento Igualdad. Antes militó en la Izquierda Democrática (ID) y en la Democracia Popular (DP).
Cabrera es ingeniero civil y profesor en esta área en la Universidad de Cuenca. Fue prefecto de la provincia en dos períodos; el primero desde 1996 hasta 2000 y el segundo: del 2000 al 2004.

### Alianza País
Paúl Granda, quien busca la reelección, es militante del movimiento oficialista Alianza País (AP), cuyo máximo líder es Rafael Correa, presidente del Ecuador, quien fue reelegido en la contienda de febrero de 2013.
Granda es doctor en Jurisprudencia y llegó a la Alcaldía en 2009. En 2006 fue elegido concejal. En 2008 fue vicealcalde de la ciudad y en 2004 candidato a la Prefectura del Azuay.
Además Granda ha estado al frente de la dirección de la Corporación Participación Ciudadana (CPC). Fue director ejecutivo del Instituto de Régimen Seccional del Ecuador (IERSE) y docente de la Universidad del Azuay. (UDA).

### Movimiento CREO
Lucía Cardoso, es otra las postulantes. Ella tiene el auspicio del movimiento Creando Oportunidades (CREO), la segunda fuerza política del país, liderada por Guillermo Lasso, excandidato a la presidencia del Ecuador en febrero de 2013.
Cardoso estuvo afiliada por 25 años a la Izquierda Democrática (ID). Fue concejal de la ciudad en el periodo 2004-2009. Tenía 60 años en aquel entonces y es egresada de Derecho de la Universidad Técnica Particular de Loja (UTPL).

### Partido Sociedad Patriótica
Alejandro Cordero, militante del Partido Sociedad Patriótica (PSP), también aspira llegar a la alcaldía. Fue candidato a esta dignidad en las elecciones de 2009 por la misma agrupación política.
Durante la presidencia de Lucio Gutiérrez (2003 al 2005), fundador del PSP, ocupó el cargo de director regional del Trabajo en la provincia del Azuay. Cordero es doctor de Jurisprudencia.

## Resultados

### Alcaldía
| Lista | Logo | Partido / Movimiento                                                                                    | Candidato                 | Votos   | %     |
| ----- | ---- | --- | ------------------------- | ------- | ----- |
| 62 82 |      | Participa con Igualdad Conformado por: - Movimiento Participa, Democracia Radical - Movimiento Igualdad | Marcelo Cabrera Palacios  | 144.136 | 52,40 |
| 35    |      | Movimiento Alianza País, Patria Altiva I Soberana                                                       | Paúl Granda López         | 118.235 | 43,00 |
| 21    |      | Movimiento CREO, Creando Oportunidades                                                                  | Lucía Cardoso Segarra     | 8.967   | 3,30  |
| 3     |      | Partido Sociedad Patriótica 21 de Enero                                                                 | Alejandro Cordero Cordero | 3.833   | 1,40  |

### Nómina de Concejales Electos

#### Circunscripción Urbana 1 (Cuenca Sur)
| Logo              | Partido / Movimiento                                          | Concejal     |
| ----------------- | ------------------------------------------------------------- | ------------ |
|                   | Movimiento Alianza País                                       | Marco Ávila  |
| Carolina Martínez | Movimiento Alianza País                                       |              |
| Iván Granda       | Movimiento Alianza País                                       |              |
|                   | Movimiento Participa, Democracia Radical Movimiento Igualdad. | Dora Ordóñez |
| Paola Flores      | Movimiento Participa, Democracia Radical Movimiento Igualdad. |              |

#### Circunscripción Urbana 2  (Cuenca Norte)
| Logo             | Partido / Movimiento                                          | Concejal            |
| ---------------- | ------------------------------------------------------------- | ------------------- |
|                  | Movimiento Alianza País                                       | Leonardo Berrezueta |
| Gabriela Brito   | Movimiento Alianza País                                       |                     |
| Xavier Barrera   | Movimiento Alianza País                                       |                     |
|                  | Movimiento Participa, Democracia Radical Movimiento Igualdad. | Monserrath Tello    |
| Christian Zamora | Movimiento Participa, Democracia Radical Movimiento Igualdad. |                     |

#### Circunscripción Rural
| Logo           | Partido / Movimiento                                          | Concejal         |
| -------------- | ------------------------------------------------------------- | ---------------- |
|                | Movimiento Alianza País                                       | Carlos Orellana  |
| Ruth Caldas    | Movimiento Alianza País                                       |                  |
| Norma Illares  | Movimiento Alianza País                                       |                  |
|                | Movimiento Participa, Democracia Radical Movimiento Igualdad. | Narcisa Gordillo |
| Lauro Pesántez | Movimiento Participa, Democracia Radical Movimiento Igualdad. |                  |

Fuente: